# Peter Grant
Peter Grant (5. dubna 1935 – 21. listopadu 1995) byl manager rockové skupiny – Led Zeppelin. Grant se narodil na jihu Londýna. Od šedesátých let dělal uměleckého managera. V listopadu 1995 při řízení auta dostal infarkt, jemuž podlehl.